# Шакиров, Ильгам Гильмутдинович
Ильгам (Ильхам) Гильмутдинович Шакиров (тат. Илһам Гыйльметдин улы Шакиров; 15 февраля 1935
Яна-Буляк, Ворошиловский район, Татарская АССР, РСФСР, СССР — 16 января 2019, Казань, Республика Татарстан, Российская Федерация) — советский и россиский татарский певец. Народный артист РСФСР (1983). Народный артист Татарской АССР (1969). Народный артист Каракалпакской АССР (1981).

## Биография
Ильгам Шакиров родился 15 февраля 1935 года в деревне Яна-Буляк Ворошиловского района Татарской АССР. В многодетной семье Шакировых Ильгам был самым младшим ребенком. Когда ему исполнилось 2 года, отец был репрессирован.
В 1954 г. поступил в Казанское музыкальное училище. Через год был принят на вокальный факультет Казанской государственной консерватории в класс Е. А. Амбросимовой и З. Г. Байрашевой. В 1960 году окончил Казанскую Государственную консерваторию по специальности вокал. С этого же года стал ведущим солистом-вокалистом Татарской государственной филармонии имени Габдуллы Тукая. Много лет работал художественным руководителем филармонии, преподавал вокал.
Шакирова связывали многолетние отношения с Альфиёй Авзаловой.
Шакиров скончался 16 января 2019 года в Республиканской клинической больнице в Казани. Похоронен на ново-татарском кладбище Казани.

## Творчество
Обладая народной манерой исполнения, он в свой репертуар включил не только народные татарские песни, но и классические произведения (арии, романсы) и произведения татарских композиторов (в частности, С. Сайдашева, М. Музафарова, Дж. Файзи, Н. Жиганова, Р. Яхина и многих других), а также татарскую эстрадную песню. Он исполнял также произведения казахского, узбекского, азербайджанского, каракалпакского, башкирского музыкального искусства.
Написал ряд своих песен. Являлся художественным руководителем Татарской государственной филармонии им. Габдуллы Тукая. В течение долгих лет являлся членом художественного совета Казанского городского радио и Татарской государственной филармонии им. Г. Тукая, преподавал вокал, выступал с публикациями и критическими статьями в периодической печати, на радио и телевидении.

### Наиболее известные[кому?]песни
- «Кара урман»
- «Зиләйлүк»
- «Тәфтиләү»
- «Әллүки»
- «Хуш авылым»
- «Сарман вальсы»
- «Сандугач»
- «Ай Былбылым»
- «Тыңларсыңмы яшлек хисләремңе»
- «Өченче көн тоташ кар ява»
- «Яшлегемә йөгереп кайтыр идем»
- «Син сазыңны уйнадың»
- «Бик еракта идек без»
- «Бер алманы бишкә бүләек»
- ария «Әдрән диңгез» («Адриатическое море») из музыкальной драмы Т. Гиззата «Настоящая любовь» (на русском языке эту арию спел Георг Отс).
- «Идел буе каеннары»
- «Язмышым»
- «Кулъяулык»

## Звания и награды
- Заслуженный артист Татарской АССР (1964)
- Народный артист Татарской АССР (1969)
- Государственная премия Республики Татарстан имени Габдуллы Тукая (1970)
- Заслуженный артист РСФСР (1973)
- Народный артист Каракалпакской АССР (1981)
- Народный артист РСФСР (1983)
- Орден Дружбы народов (1986)
- Награда фонда имени П. И. Чайковского «Золотой Аполлон» (2000)
- Орден «За заслуги перед Республикой Татарстан» (2005)
- Медаль «В память 1000-летия Казани» (2005)
- «Почётный соотечественник номер один Сармановского района» (2006)
- Почётный гражданин города Казани (2006)
- Орден Почёта (2010)[2]